# Cantonul Ouzom, Gave et Rives du Neez
Cantonul Ouzom, Gave et Rives du Neez este un canton francez din departamentul Pyrénées-Atlantiques.

## Istorie
Un nou decupaj teritorial al departamentului Pyrénées-Atlantiques a intrat în vigoare în 2015. Acesta a fost definit prin decretul din 25 februarie 2014, în aplicarea legilor din 17 mai 2013 (legea organică 2013-402 și legea 2013-403).
Cantonul Ouzom, Gave et Rives du Neez este format din comunele fostelor cantone Pau-Sud (3 comune), Nay-Ouest (10 comune), Jurançon (2 comune) și Pau-Ouest (3 comune). Acesta este complet inclus în arondismentul Pau. Centrul cantonal se află la Nay.

## Compoziție
- Nay (reședință)
- Aressy
- Arros-de-Nay
- Arthez-d'Asson
- Assat
- Asson
- Baliros
- Bosdarros
- Bourdettes
- Bruges-Capbis-Mifaget
- Gan
- Haut-de-Bosdarros
- Meillon
- Narcastet
- Pardies-Piétat
- Rontignon
- Saint-Abit
- Uzos

## Date demografice
În 2021, cantonul avea 22.300 locuitori, înregistrând o creștere cu +2,33% față de 2015 (Pyrénées-Atlantiques: +3,43%, Franța fără Mayotte: +5,44%).